# Нерчинське міське поселення
Не́рчинське міське поселення (рос. Нерчинское городское поселение) — міське поселення у складі Нерчинського району Забайкальського краю Росії.
Адміністративний центр — місто Нерчинськ.

## Історія
Станом на 2002 рік існувала Нерчинська міська адміністрація (місто Нерчинськ), село Макієвка перебувало у складі Пішковського сільського округу.

## Населення
Населення міського поселення становить 14946 осіб (2019; 14999 у 2010, 15811 у 2002).

## Склад
До складу міського поселення входять:
| Населений пункт  | Населення, осіб (2002) | Населення, осіб (2010) |
| ---------------- | ---------------------- | ---------------------- |
| Макієвка, село   | 63                     | 40                     |
| Нерчинськ, місто | 15748                  | 14959                  |